# Lỗ Khoảnh công
Lỗ Khoảnh công (chữ Hán: 魯頃公, ?-249 TCN, trị vì: 279 TCN-256 TCN), tên thật là Cơ Thù, là vị vua thứ 36 và là vua cuối cùng của nước Lỗ - chư hầu nhà Chu trong lịch sử Trung Quốc.

## Thân thế
Cơ Thù là con của Lỗ Văn công, vị quân chủ thứ 35 của nước Lỗ. Năm 279 TCN, Lỗ Văn công qua đời, Cơ Thù lên nối ngôi, tức là Lỗ Khoảnh công.

## Sự nghiệp
Dưới thời gian trị vì của Lỗ Khoảnh công, nước Sở láng giềng của Lỗ thường bị nước Tần uy hiếp. Năm 278 TCN, tướng Tần là Bạch Khởi đem quân chiếm Dĩnh đô của Sở, nước Sở phải thiên đô về phía đông.
Trước tình hình đó, nước Sở bắt đầu có ý định diệt nước Lỗ để phục hồi lại vị thế đã mất. Năm 256 TCN, Sở Khảo Liệt vương đem quân đánh nước Lỗ. Dưới sức mạnh của Sở, Lỗ Khoảnh công chống cự không nổi phải đầu hàng và bị bắt đưa về Sở. Nước Lỗ diệt vong kể từ đó.
Năm 249 TCN, Lỗ Khoảnh công qua đời ở Sở, không rõ bao nhiêu tuổi. Nước Lỗ tính từ Lỗ Bá Cầm đến Lỗ Khoảnh công tổng cộng có 36 vua thuộc 31 thế hệ.